# Uomo Dedito-all'Amore
Pahayuca o Pahayoko (Amorous Man, in italiano Uomo Dedito-all’Amore, Uomo Dedito-alla-Copula; 1780 circa – 1852 circa) è stato un condottiero nativo americano, famoso capo civile, dopo un cursus honorum come capo guerriero, dei Penateka Comanche.

## Gioventù e ascesa
Più giovane di Mukwoorʉ o Mukewarrah (Spirit Talker, in italiano Uomo Dialogante-con-lo-Spirito) e all’incirca coetaneo di Mupitsukupʉ o Mopechucope (Old Owl, in italiano Vecchio Gufo), pur avendo avuto certamente una gioventù trascorsa come guerriero, e pur avendo guidato spedizioni belliche in particolare nel decennio 1820’, la sua fama fu oscurata da quella dei due maggiori capi guerrieri Penateka nel decennio 1810-1820, Paruaquita e Gonique, e poi da quella dei più giovani, ed emergenti tra il decennio 1820’ e il decennio 1830’, Potsʉnakwahipʉ (Buffalo Hump, in italiano Gobba-di-Bisonte), Isaviah (Yellow Wolf, in italiano Lupo Giallo) e Santa Anna. Noto per la giovialità e la propensione ai piaceri, divenne un importante capo civile, pur non disponendo, probabilmente, dell’influenza esercitata invece dai citati capi guerrieri nei decenni 1830’ e 1840’, e mantenne un atteggiamento amichevole nei confronti dei coloni anglo-americani stabilitisi nel Texas, non demordendo nonostante il tradimento alla Council House di San Antonio nel marzo 1840.

## Attività diplomatica
Nel 1835 Pahayuca rappresentò i Penateka Comanche in occasione del concilio di Camp Holmes e (indicato come Taqquanno, nome avente il medesimo significato), insieme ad altri importanti capi Comanche, quali il Kotsoteka Tawaquenah (Sun Eagle o Big Eagle, in italiano Aquila-del-Sole o Grande Aquila)  e, verosimilmente, il Kwahadi Pohebits-quasho o Puhihwikwasu'u (Iron Jacket, in italiano Casacca-di-Ferro, verosimilmente identificabile col capo indicato come Pohowetowshah, tradotto come “Brass Man”, in italiano Uomo-di-Ottone) sottoscrisse il trattato stipulato col gen. M. Arbuckle e il sen. Monfort Stokes. Nel 1838, insieme a Mukwoorʉ (Uomo Dialogante-con-lo-Spirito), Mupitsukupʉ (Vecchio Gufo), e il capo di guerra Potsʉnakwahipʉ (Gobba-di-Bisonte), andò a Houston, dove i capi incontrarono il Presidente Sam Houston e firmarono con lui un trattato di pace e amicizia. Il grave episodio della Council House di San Antonio nel 1840, quando, subentrato Mirabeau Lamar a Sam Houston come Presidente, una nutrita delegazione di capi e notabili Comanche venuta per colloqui di pace fu invece assalita dall’Esercito texano che uccise 30 capi e notabili (compreso Mukewarrah), due donne e tre bambini Penateka, catturando 29 prigionieri tra donne e bambini, portò alla ribalta Pahayuca anche nell’ottica dei bianchi. Mupitsukupʉ, divenuto probabilmente il capo principale, cercò di evitare lo scontro totale e di frenare i capi guerrieri, ma Pahayuca tentò di ricostruire i rapporti, accettando di incontrare l’agente indiano Daniel Watson nel 1843 e collaborando allo sforzo di organizzare il concilio di pace che si sarebbe svolto a Tehuacana Creek nel 1844; al concilio di Tehuacana Creek, Pahayuca partecipò insieme a Mupitsukupʉ, e altri capi (compreso Potsʉnakwahipʉ, ma non Isaviah e Santa Anna), ma rifiutò di sottoscrivere il trattato, e due anni più tardi rimase estraneo alla trattativa, agevolata dall’agente indiano Robert S. Neighbors, tra i coloni tedeschi guidati da Johann O. von Meusebach che ambivano a stabilirsi lungo il Rio San Saba, e al conseguente accordo che li autorizzò a restare nel territorio Comanche, recante i segni di Mupitsukupʉ, Potsʉnakwahipʉ e Santa Anna (ma, ancora una volta, non quello di Isaviah). Pahayuca, Mupitsukupʉ, Potsʉnakwahipʉ, Isaviah, Santa Anna, Ketumse, Tosahwi, Asa-havey ("Wolf's Road", "Starry Road", in italiano Strada-del-Lupo o Strada Stellata, nome riferito alla Via Lattea) sottoscrissero, invece, un trattato a Tehuacana nell’aprile 1846.

## Il tramonto
A seguito delle epidemie di vaiolo e di colera che, nel 1848-49, fecero strage fra i Comanche riducendone il numero da circa 20.000 a circa 12.000, Pahayuca si trasferì per qualche tempo fra i Kotsoteka, diventando una sorta di ospite permanente, e nel 1852, si stabilì vicino alle sorgenti del Big Wichita River, non lontano dai villaggi di Potsʉnakwahipʉ (Gobba-di-Bisonte) – colà insediatosi dopo l’uccisione in battaglia del cugino e sodale Isaviah (Lupo Giallo) nel 1854, Ketumse e Shanaco; nessun riferimento preciso è dato in ordine alla sua morte.